# 匍茎嵩草
匍茎嵩草（学名：Carex hohxilensis）为莎草科薹草属下的一个种。